# Ideal (teoria da ordem)
Na área matemática da teoria da ordem, um ideal num conjunto parcialmente ordenado ⟨A,≤⟩ é um subconjunto I de A com propriedades específicas. Esse conceito é uma generalização do de ideal em teoria dos anéis e tem considerável importância na teoria da ordem e na de reticulados, incluindo as Álgebras de Boole.

## Definições
Dado um conjunto parcialmente ordenado {\displaystyle \left\langle A,\leq \right\rangle }, um ideal é um subconjunto não vazio {\displaystyle I^{\,}} com as seguintes propriedades:
{\displaystyle \mathbf {1.} {\mbox{ Se }}x\in I{\mbox{ e }}y\leq x{\mbox{, então }}y\in I}
{\displaystyle \mathbf {2.} {\mbox{ Se }}x,y\in I{\mbox{, então }}\exists z\in I{\mbox{ tal que }}x\leq z{\mbox{ e }}y\leq z}
A propriedade 2 especifica que {\displaystyle I} é um conjunto direcionado. Na definição original em reticulados, essa propriedade é substituída por:
{\displaystyle \mathbf {2^{*}.} {\mbox{ Se }}x,y\in I{\mbox{, então }}x\vee y\in I}
pois 2 e 2* são equivalentes em reticulados.
Um ideal {\displaystyle I^{\,}} num conjunto ordenado {\displaystyle \left\langle A,\leq \right\rangle } é denominado principal se existe um {\displaystyle i\in I^{\,}} tal que 
{\displaystyle I=\{x\in A\!:i\leq x\}}
Nesse caso, diz-se que {\displaystyle I^{\,}} é gerado por {\displaystyle i^{\,}}.
Um ideal  {\displaystyle I^{\,}} é denominado primo, se toda vez que {\displaystyle x\wedge y\in I} temos {\displaystyle x\in I} ou {\displaystyle y\in I}.